# Lait écrémé

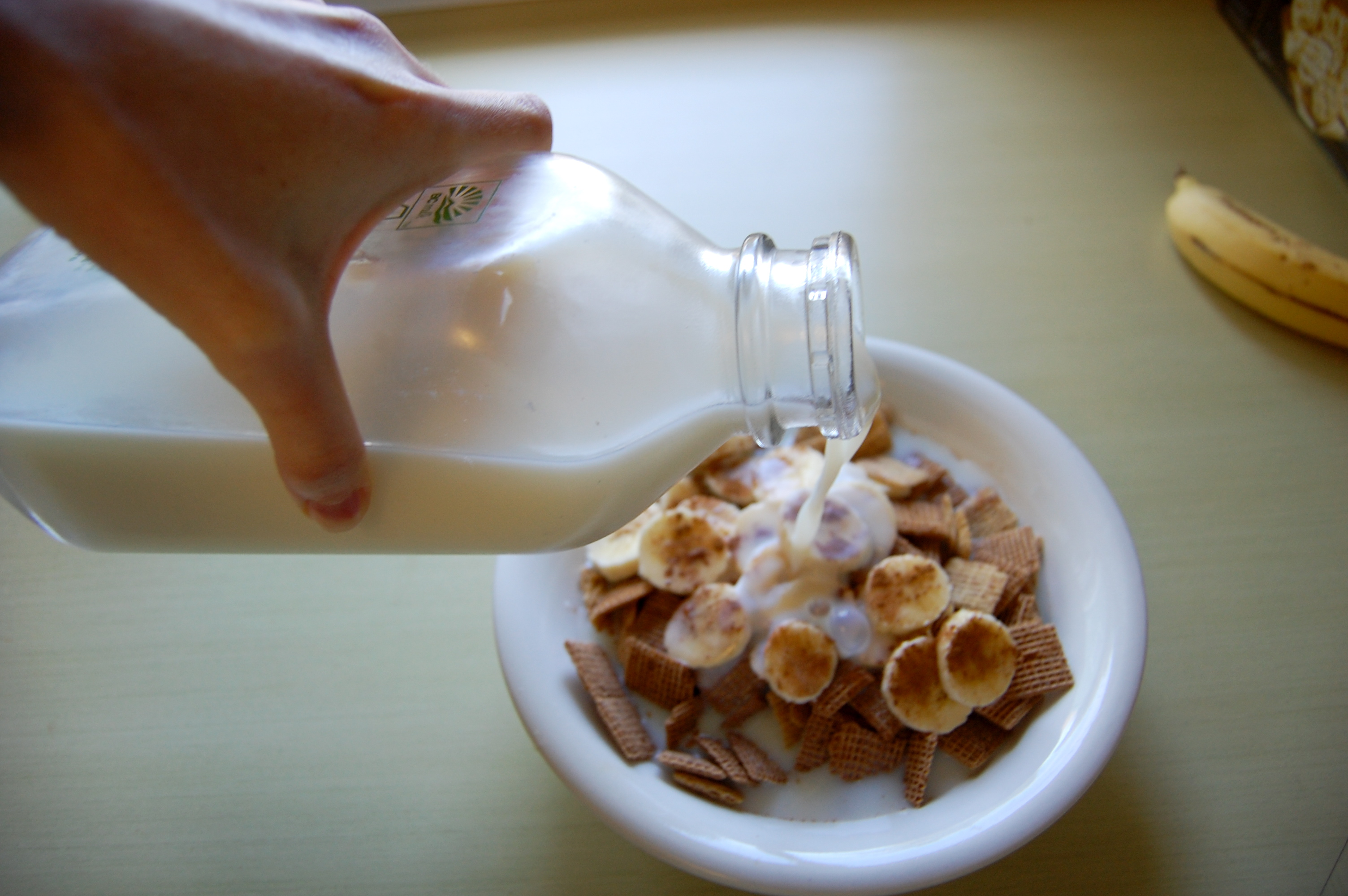
Lait écrémé utilisé avec des céréales

Un lait écrémé est un lait standardisé dont le taux de matières grasses est ajusté à un maximum de 0,3 %. L'industrie laitière y ajoute de la vitamine C pour compenser les pertes survenues avec le retrait des matières grasses. Il est également enrichi en vitamine D. Il s'agit le plus souvent du lait de vache.